# Monza (stacja kolejowa)
Monza (wł. Stazione di Monza) – stacja kolejowa w Monzy, w regionie Lombardia, we Włoszech. Znajdują się tu 4 perony.

## Historia
Stacja została otwarta w 1840 roku jako stacja końcowa linii z Mediolanu, która była pierwszą linią kolejową zbudowaną w Lombardii, a drugą we Włoszech, po Neapol-Portici.
Pierwszy budynek został zastąpiony w 1884. Zburzony w 1901 roku na rzecz budowy mostu na Via Turati.